# Philippe Salini
Pas d'image ? Cliquez ici
Philippe Salini, né le 30 avril 1962 à Paris est un dirigeant d'entreprise et pilote automobile français. Il a notamment participé aux 24 Heures du Mans, en 2010.

## Carrière
De 2008 à 2009, il participe au championnat Le Mans Series.
En 2010, participation aux 24 Heures du Mans au volant de la Welter Racing WR LMP2008. Il termine sa course à la vingt-troisième place du classement général et au huitième rang de la catégorie LMP2,,,
En 2012, il court aux 24 heures de SPA (abandon)
En 2013 et 2014, participation au championnat VLN à bord d'une Seat Leon Supercopa,,.
- deux 5éme place
- une 3éme place classe SP3T

En 2014, participation aux 24 heures du Nurburgring (abandon)
En 2015 et 2016, il court au championnat TTE, et finit champion 2016 avec 6 victoires.
En 2016, il participe aux 24h séries class A6 pro.am au volant d'une Renault RS01
- 3éme des 12 heures du Mugello

En 2017, il participe aux 24h séries class GT4 au volant d'une Ginetta G50
- Vainqueur des 12h du Mugello équipe Nova Race
- 3éme des 24h de Silverstone équipe CWS
- Vainqueur des 12h de Magny cours équipe CWS